# Бедень (Димбовіца)
Бедень, Бедені (рум. Bădeni) — село у повіті Димбовіца в Румунії. Входить до складу комуни Рунку.
Село розташоване на відстані 96 км на північний захід від Бухареста, 25 км на північ від Тирговіште, 58 км на південь від Брашова.

## Населення
За даними перепису населення 2002 року у селі проживали 1056 осіб, з них 1053 особи (99,7%) румунів. Рідною мовою 1054 особи (99,8%) назвали румунську.